# Kudoa amamiensis
Kudoa amamiensis is een microscopische parasiet uit de familie Kudoidae. Kudoa amamiensis werd in 1978 beschreven door Egusa & Nakajima. 